# Componente salido del estante
Un Componente salido del estante o componente OTS (del inglés Off-The-Shelf), es un componente software o hardware preexistente previamente empaquetado que se puede comprar/alquilar y, por tanto, son desarrollados para satisfacer las necesidades de múltiples clientes. Estos componentes son adquiridos a terceras partes e integrados a un sistema.

## Características
Algunas de las características de estos componentes son:
- El componente es creado con el fin de vender muchas copias con pequeños cambios.
- Como estás preconstruidos el tiempo de entrega disminuye significativamente.
- Están dentro de un mercado altamente competitivo lo que lo hace confiable.
- Los vendedores son responsables del manteminimiento de los componentes
- Un único consumidor no rige la evolución del componente
- Es inusual que el consumidor pueda ver a bajo nicel como está formado el componente.
- Puede ser utilizado tal "como es"
- Es interoperable con otros componentes.
- Está suficientemente documentado.

## Tipos según el origen
Podemos clasificar los componentes salidos del estante según su origen en:
- Componente comercial salido del estante o componente COTS (del inglés Commercial Off-The-Shelf). Son componentes hardware o software que están preconstruidos por proveedores comerciales y están disponibles para venta, alquiler o licencia al público general.[4] Generalmente los COTS software se utilizan sin ninguna modificación, no se proporciona su código fuente y de su mantenimiento se encarga el proveedor.[5] Un caso especial son los MOTS (del inglés Modifiable Off-The-Shelf) que son un tipo de COTS de software cuyo código fuente se proporciona y puede ser modificado para permitir la personalización y poder cumplir cierto requisito específico.[1] Esta personalización puede ser realizada por el comprador, el vendedor o por otra entidad que conozca los requisitos del cliente.[1]
- Componente gubernamental salido del estante o componente GOTS (del inglés Government Off-The-Shelf). Es un componente hardware o software listo para usar,[6] que cumple un propósito específico del gobierno y que está desarrollado por el personal técnico de una organización gubernamental o por una entidad externa a partir de una especificación proporcionada por la organización gubernamental.[1][7] No están accesibles al público general y su venta y distribución está controlada por el gobierno.[7] Entre distintas agencias gubernamentales normalmente se comparte sin coste adicional.[7] Son preferidas por las agencias gubernamentales yaque pueden directamente controlar todos sus aspectos[1] El software de aplicación GOTS puede ponerse a disposición con o sin su código fuente.[5]
- Componente OTAN salido del estante o componente NOTS (del inglés Nato Off-The-Shelf). Son componentes hardware o software preexistentes listos para usar, que suministra una organización de la OTAN para satisfacer necesidades concretas.[5] La OTAN posee la titularidad parcial o íntegra de los productos, se encarga de su mantenimiento y puede ponerlos a disposición de otros organismos de la OTAN en caso necesario.[5] El software de aplicación NOTS puede ponerse a disposición con o sin su código fuente.[5]